# Rüti (kanton Zurych)
Rüti – miejscowość i gmina (Politische Gemeinde) w północnej Szwajcarii, w kantonie Zurych, w okręgu (Bezirk) Hinwil.

## Demografia
W Rüti mieszka 12 701 osób. W 2021 roku 26,1% populacji gminy stanowiły osoby urodzone poza Szwajcarią.

## Transport
Gmina leży przy autostradzie A15, przez jej teren przebiegają drogi główne nr 336 i nr 345.